# Motobloc Type ANC
Der Motobloc Type ANC ist ein französisches Pkw-Modell der Zwischenkriegszeit. Hersteller war Motobloc in Bordeaux.

## Beschreibung
Als Nachfolger des Type OD wurde das Fahrzeug im Juni 1928 auf der Messe Foire de Bordeaux präsentiert. Erhältlich war es von 1929 bis 1930.
Es hat einen Sechszylindermotor von Lycoming aus den USA. Im metrischen Einheitensystem sind 73 mm Bohrung und 120 mm Hub angegeben, was 3013 cm³ Hubraum ergibt. Wahrscheinlich sind es gerundete Werte, denn Lycoming verwendete das angloamerikanische Maßsystem. Die Maße von Zylindern amerikanischer Hersteller sind in Zoll angegeben, und neben vollen Zoll gibt es gewöhnlich nur einfache Teilstücke wie halbe, viertel, achtel, sechzehntel und zweiunddreißigstel Zoll. 73 mm sind umgerechnet 2,87402 Zoll; anzunehmen sind 2,875 (2 7⁄8) Zoll, was 73,025 mm entspricht. 120 mm sind umgerechnet 4,72440945 Zoll; anzunehmen sind 4,75 (4 3⁄4) Zoll, was 120,65 mm entspricht. Daraus errechnen sich 3032 cm³ Hubraum. Das Fahrzeug war damals in Frankreich steuerlich mit 15 CV eingestuft. Der Motor hat Wasserkühlung.
Das Fahrgestell hat 320 cm Radstand. Die einzige bekannte Karosseriebauform ist eine viertürige Limousine.